# Alasdair MacIntyre
Alasdair MacIntyre (12. ledna 1929 Glasgow – 21. května 2025) byl skotský a americký morální a politický filosof, přední představitel komunitarismu a kritik moderních individualistických společností. Jeho nejznámější dílo je Ztráta ctnosti (1981).

## Život
Po studiu v Londýně, Manchesteru a Oxfordu přednášel na různých univerzitách v Británii a roku 1969 se přestěhoval do USA. Přednášel střídavě na různých univerzitách, mimo jiné v Bostonu, Yale a Princetonu, roku 1980 konvertoval ke katolicismu a v letech 2000-2007 byl profesorem na University of Notre Dame, Indiana. Byl také předsedou Americké filosofické společnosti. Z trojího manželství měl tři dcery a syna.

## Myšlení
V mládí byl MacIntyre ovlivněn marxismem, zabýval se také psychoanalýzou, dějinami filosofie a etiky a politickou teologií. Postupem času dospěl k přesvědčení, že moderní společnosti založené na individualismu jsou na scestí. Stejně jako Aristotelés soudí, že svobodný lidský život je možný jen v dobré společnosti, kde každý člověk sleduje nejen „vnější dobra“ jako jsou moc, sláva nebo peníze, nýbrž hledí si dobrého života a dává se vést ctnostmi. Dobrá společnost je ovšem možná jen tam, kde se její členové shodují v tom, co je dobré a špatné a sledují shodný cíl. Proto je podle něho moderní teorie společnosti počínaje Kantem chybná a je třeba se vrátit k ideálu společnosti založené na sdílených autoritách a ctnostech. Takovou „dosud nejlepší“ teorii nachází v aristotelském tomismu.
Naproti tomu rozpad moderních společností, které rezignovaly na „společné dobro“, je podle MacIntyra nejlépe vidět na krizi výchovy, na úpadku veřejného života a zejména politiky. Ve společnosti, která nemůže rozhodnout, co je dobré a co špatné, nezbývá než tápat a hledat cesty nejmenšího odporu.

## Etika ctností
MacIntyrova After Virtue (Ztráta ctnosti, 1981) přispěla k znovuoživení zájmu o aristotelskou etiku ctností. Autor se obrací proti novověkému subjektivistickému pojetí etiky a v návaznosti na Aristotela zastává názor, že mravnost má být v rámci etiky ctnosti zasazena do daných sociálních kontextů a tradic. Rozlišuje při tom tři roviny:
- Na první rovině jde o ctnosti v rámci určitých oblastí praxe. „Praxí“ zde rozumí „každou koherentní a komplexní formu sociálně založené, kooperativní lidské činnosti“. V různých oblastech praxe připadají lidem různé sociální role. V daném sociálním kontextu je zpravidla dosti jednoznačné, která zdatnost (ctnost) je v rámci určité sociální role žádoucí, ví se např. co se rozumí dobrou matkou, dobrým přítelem, průvodčím, učitelem nebo politikem. Ctnosti sociálních rolí jsou přitom zaměřeny na dobra, jež jsou této praxi inherentní, tzn. že jejich dosažení je dobrem pro celou pospolitost, jež se na takové praxi podílí.
- Na druhé rovině jde o cíl a o „narativní řád“ dobrého života jednotlivého člověka, tedy „celého lidského života, který může být nazván dobrým“. Tím vyvstává otázka na „konečný telos“. Pro MacIntyra spočívá celkové utváření života, jež přesahuje jednotlivé ctnosti odpovídající rolím různých oblastí praxe ve znamení hledání dobra, „jež nás uschopňuje, abychom pořádali jiná dobra“, „rozšiřovali svoje chápání účelu a obsahu ctností “ a „chápali místo poctivosti a stálosti v životě“.
- Třetí rovina je vymezena tím, že život člověka je zasazen „do dějin pospolitostí, od nichž odvozuji svou identitu“. Spolu se sociálními rolemi a se svým (život utvářejícím) hledáním konečného telos, stojí každý člověk v širokých tradicích, jež jej nelibovolně kontextualizují (např. rodina, povolání, národ, náboženství, kultura). Živá tradice je „historicky rozšířená a sociálně ztělesněná argumentace“.

V tomto smyslu je to, co je normativní u MacIntyra zasazeno (v rámci etiky ctnosti) do sociálních kontextů a tradic.

## Hlavní díla
- 1953. Marxism: An Interpretation (Marxismus: jedna interpretace). London: SCM Press, 1953.
- 2004 (1958). The Unconscious: A Conceptual Analysis (Nevědomí: pojmová analýza), London: Routledge & Kegan Paul.
- 1959. Difficulties in Christian Belief (Nesnáze v křesťanské víře). London: SCM Press.
- 1998 (1966). A Short History of Ethics (Krátké dějiny etiky), 2nd ed. New York: Macmillan.
- 1967. Secularization and Moral Change (Sekularizace a morální změna). The Riddell Memorial Lectures. Oxford University Press.
- 1969 (společně s Paulem Ricoeurem) The Religious Significance of Atheism (Náboženský význam atheismu). New York: Columbia University Press.
- 1970. Herbert Marcuse: An Exposition and a Polemic (H. Marcuse: výklad a polemika). New York: The Viking Press.
- 2007 (1981). After Virtue (Ztráta ctnosti), 3rd ed. University of Notre Dame Press.
- 1988. Whose Justice? Which Rationality? (Čí spravedlnost? Jaká racionalita?). University of Notre Dame Press.
- 1990. Three Rival Versions of Moral Enquiry (Tři soupeřící verze mravního zkoumání). The Gifford Lectures. University of Notre Dame Press.
- 1995. Marxism and Christianity, London: Duckworth, 2nd ed.
- 1999. Dependent Rational Animals: Why Human Beings Need the Virtues (Závislé rozumové bytosti: proč lidé potřebují ctnosti). Chicago: Open Court.
- 2006. The Tasks of Philosophy: Selected Essays, Volume 1 (Úkoly filosofie: vybrané eseje). Cambridge University Press.
- 2006. Ethics and Politics: Selected Essays, Volume 2 (Etika a politika. Vybrané eseje). Cambridge University Press.
- 2006. "The End of Education: The Fragmentation of the American University," (Konec výchovy: fragmentace americké univerzity) Commonweal, October 20, 2006 / Volume CXXXIII, Number 18.

- 1998. K. Knight (ed.), The MacIntyre Reader [2] University of Notre Dame Press.